# Albert Dietrich (Musiker)

Albert Dietrich, Fotografie um 1890 (Bild: NLA, Abt. Oldenburg)

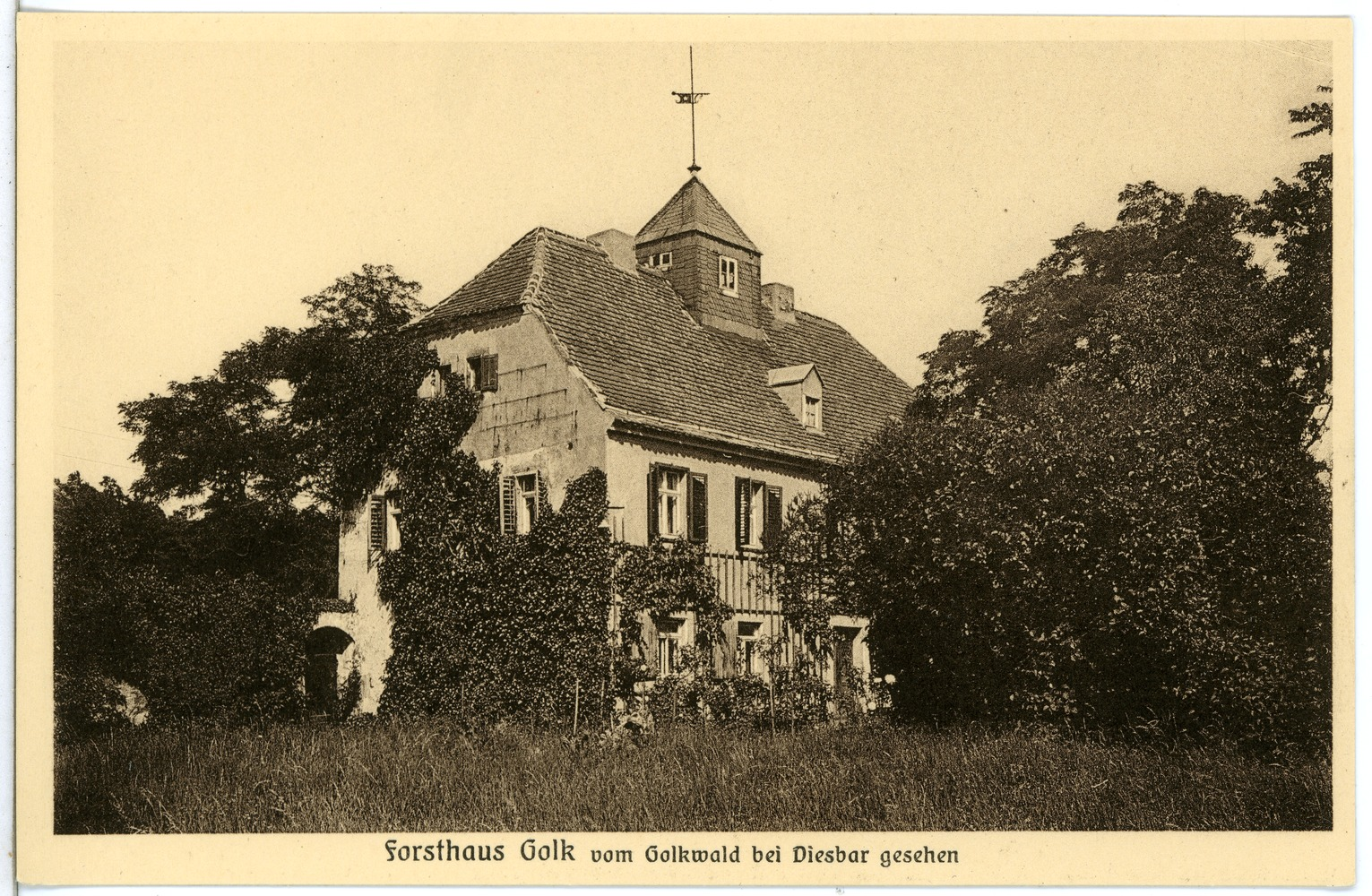
Geburtshaus von Albert Dietrich in Golk bei Meißen.

Albert Hermann Dietrich (* 28. August 1829 im Forsthaus Golk bei Meißen; † 20. November 1908 in Schöneberg) war ein deutscher Komponist und Dirigent.

## Leben

### Frühe Jahre und Ausbildung
Albert Dietrich wurde als Sohn des königlich-sächsischen Revierförsters Hermann Dietrich und seiner Ehefrau Carolina geb. Heydeck geboren. Er erhielt schon in jungen Jahren Musikunterricht durch einen Hauslehrer und ab 1842 seinen ersten Unterricht in Komposition an der Kreuzschule in Dresden, u. a. bei dem Kreuzkantor Julius Otto. Während seines Studiums der Rechtswissenschaften in Leipzig nahm Dietrich ab 1847 Privatunterricht am Leipziger Konservatorium bei Ignaz Moscheles, Julius Rietz und Moritz Hauptmann, und wurde im Winter 1847/48 Mitglied der Leipziger Universitäts-Sängerschaft zu St. Pauli (heute Deutsche Sängerschaft).

### Freundschaft zum Schumannkreis
1851 ging Dietrich nach Düsseldorf und wurde Schüler von Robert Schumann. Dieser widmete ihm 1853 die Komposition Märchenerzählungen (op. 132). Dietrich gehörte zum engsten Freundeskreis um Clara Schumann, Joseph Joachim und Johannes Brahms und erlebte den geistigen Zusammenbruch Robert Schumanns aus nächster Nähe. In diesem Kreis lernte er seine zukünftige Frau Clara Emilie Sohn (* 11. November 1834 in Düsseldorf) kennen, eine Tochter des Malers Karl Ferdinand Sohn, die er am 15. August 1859 in Düsseldorf heiratete. Beide hatten zwei Kinder, Max und Clara. Schumann, Brahms und Dietrich komponierten 1853 zusammen für ihren Freund Joachim eine Violinsonate mit dem Titel „Frei, aber einsam“ (das Lebensmotto des jungen Joseph Joachim). Dies trug dazu bei, dass Dietrichs Name nicht völlig in Vergessenheit geriet. Zusammen mit Brahms, Joachim u. a. gehörte er zu den Trauergästen, die Schumann nach dessen frühzeitigem Tod im Jahr 1856 das letzte Geleit gaben.
Schon 1854 war Dietrich nach Leipzig zurückgekehrt und konnte dort bald die Aufführung einer eigenen Symphonie (in F-Dur) mit dem Gewandhausorchester unter seinem dortigen Lehrer und Kapellmeister Julius Rietz erleben. Diese frühe Symphonie Dietrichs gilt heute als verschollen.   Im Sommer 1855 übernahm er als Nachfolger des ebenfalls mit Clara und Robert Schumann befreundeten Dirigenten und Geigers Wilhelm Joseph von Wasielewski die Leitung der Abonnementskonzerte der Bonner Konzertgesellschaft und des dortigen Gesangsvereins. Als Dietrich das Angebot vorlag, als Musikdirektor nach Barmen zu gehen, wurde 1859 auch seine Bonner Stelle in die eines Musikdirektors umgewandelt.

### Tätigkeit in Oldenburg

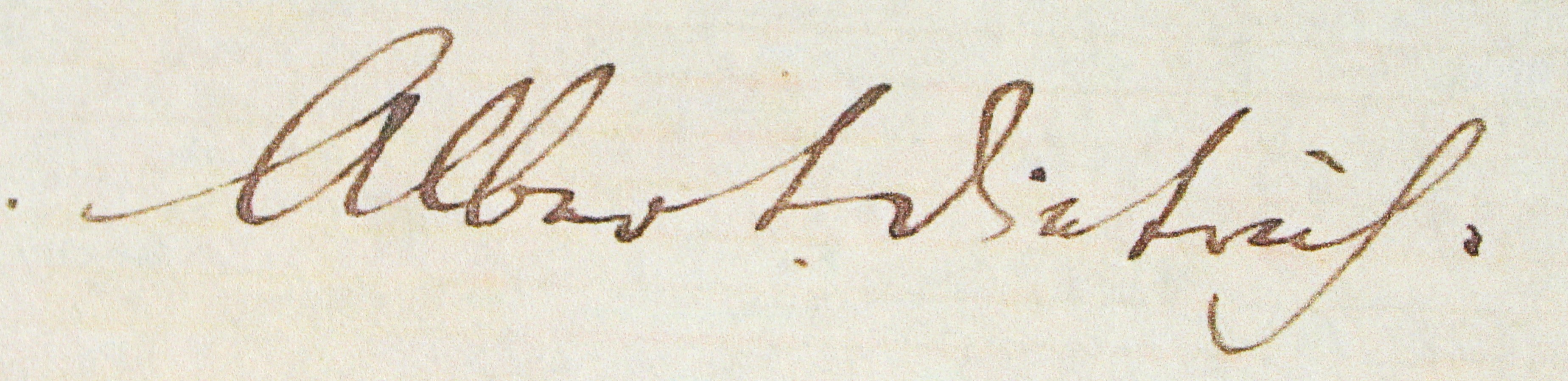
Namenszug Albert Dietrichs

Am 12. März 1861 wurde Dietrich als Hofkapellmeister an das Oldenburgische Staatstheater berufen. Die Berufung verdankte er einer Vermittlung seines Freundes Joseph Joachim. Ausschlaggebend dafür waren Dietrichs Leistung und sein Bekanntheitsgrad als Komponist. Dies war nicht ungewöhnlich in einer Epoche, in der Musiker, die allein durch das Dirigieren zu Ruhm gelangten, noch sehr selten waren. Wie sein Vorgänger August Pott musste er neben der Leitung der Hofkapelle den Musikunterricht der Großherzogin übernehmen. Für den Gesangsunterricht am Lehrerseminar erhielt er ein zusätzliches Einkommen. Obwohl seine Gehaltsvorstellungen trotzdem nicht erfüllt wurden, brachte die Anstellung in der Residenz für ihn im Vergleich zum städtischen Amt in Bonn eine wesentliche Erweiterung seiner Möglichkeiten mit sich.
Auch für das Oldenburger Konzertleben des 19. Jahrhunderts stellte die Anstellung Dietrichs einen Glücksfall dar, da er nicht nur ein vorzüglicher Dirigent, Pianist und Komponist war, sondern der Stadt durch seine intensiven persönlichen Beziehungen zum Schumannkreis auch wertvolle Kontakte eröffnete. Diese wirkten sich in den kommenden Jahrzehnten überaus fruchtbar aus, da Clara Schumann, Josef Joachim und Johannes Brahms häufig in Oldenburg konzertierten, das unter Dietrich zu einer dauernden Pflegestätte ihrer Musik wurde. Dank der Freundschaft zu Dietrich erschien Johannes Brahms auch mehrfach als Dirigent vor der Hofkapelle. Neben seiner Tätigkeit als Hofkapellmeister dirigierte Albert Dietrich fast 30 Jahre lang – von 1861 bis 1890 – die Konzerte des Oldenburger Singvereins. Bei einigen Konzerten traten der Singverein und die Hofkapelle auch gemeinsam auf, so zum Beispiel 1881 mit Dietrichs Konzertstück „Rheinmorgen“ für gemischten Chor und Orchester op. 31. Nach der Rückkehr des Dirigenten (und Vareler Stadtdirektors) Dietrich Klävemann nach Oldenburg (1880) dirigierte Albert Dietrich in den 80er Jahren auch die Konzerte des angesehenen Vareler Singvereins. In dieser Zeit stand Dietrich in Verbindung mit dem Dichter Theodor Storm (1817–1888) und dessen Sohn Karl, der seit 1878 in Varel als privater Musiklehrer tätig war und bei einigen Konzerten des Singvereins solistisch mitwirkte.
Seit 1888 war Albert Dietrich Mitglied der Königlichen Akademie der Künste zu Berlin. 1899 wurde ihm vom preußischen König der Titel Professor und ein Jahr später der Rote Adlerorden verliehen.
Am 1. Mai 1890 wurde Dietrich aus gesundheitlichen Gründen pensioniert. Hinter ihm lagen zu dieser Zeit schwere berufliche Konflikte mit dem intriganten Konzertmeister der Hofkapelle, Richard Eckhold, und tragische familiäre Erlebnisse. Sein Nachfolger wurde Ferdinand Manns. Er verlegte seinen Alterswohnsitz zunächst nach Leipzig. Zuletzt lebte er in Schöneberg bei Berlin, wo er 1908 in seiner Wohnung in der Geisbergstraße 29 starb. Dietrich war zu Lebzeiten ein anerkannter und häufig aufgeführter Komponist.

## Postume Rezeption
Dietrichs Werk geriet ohne ersichtlichen Grund weitgehend in Vergessenheit. 2008 erschienen erstmals seine drei wohl gewichtigsten Werke auf CD: die Symphonie d-Moll, Violinkonzert sowie Romanze op. 27 für Horn & Orchester. Das Oldenburgische Staatsorchester spielte sie unter Leitung von Alexander Rumpf ein und würdigte damit auch seinen ehemaligen Kapellmeister Dietrich. 2017 erschien beim Label cpo eine CD „Albert Dietrich: Cellosonate, Klavierstücke“, eingespielt durch den Pianisten Friedrich Thomas und den Cellisten Alexander Will, u. a. mit der Sonate für Piano und Cello von 1868 op. 15. Auch Dietrichs Konzert für Violoncello und Orchester g-Moll op. 32 ist auf Tonträger zu hören, interpretiert von dem Cellisten Alban Gerhardt und dem Rundfunk-Sinfonieorchester Berlin auf der CD The Romantic Cello Concerto, Vol. 2 beim Label Hyperion. Bereits im Jahr 2000 wurden die beiden Klaviertrios (op. 9 und op. 14), gespielt von Aldo Orvieto (Klavier), Dora Bratschkowa (Violine) und Michel Dispa (Cello), auf einer CD veröffentlicht (Label: Dynamic). Die zusammen mit Robert Schumann und Johannes Brahms komponierte Violinsonate Frei aber einsam („F.A.E.-Sonate“) wurde auf zahlreichen CDs aufgenommen, so z. B. 2014 von der Geigerin Isabelle Faust und dem Pianisten Alexander Melnikov (Label: harmonia mundi). 2024 erschien beim Label Naxos eine von dem Dirigenten Christoph König mit den Solistes Européens Luxembourg eingespielte Aufnahme der Sinfonie op. 20, des Violinkonzertes op.30 (Solist: Klaidi Sahatçi) und der Ouverture op. 35.

## Werk
- Albert Dietrich, Sinfonie d-Moll, 1870, Titelblatt der Partitur mit der Widmung an Johannes Brahms.Kammermusik

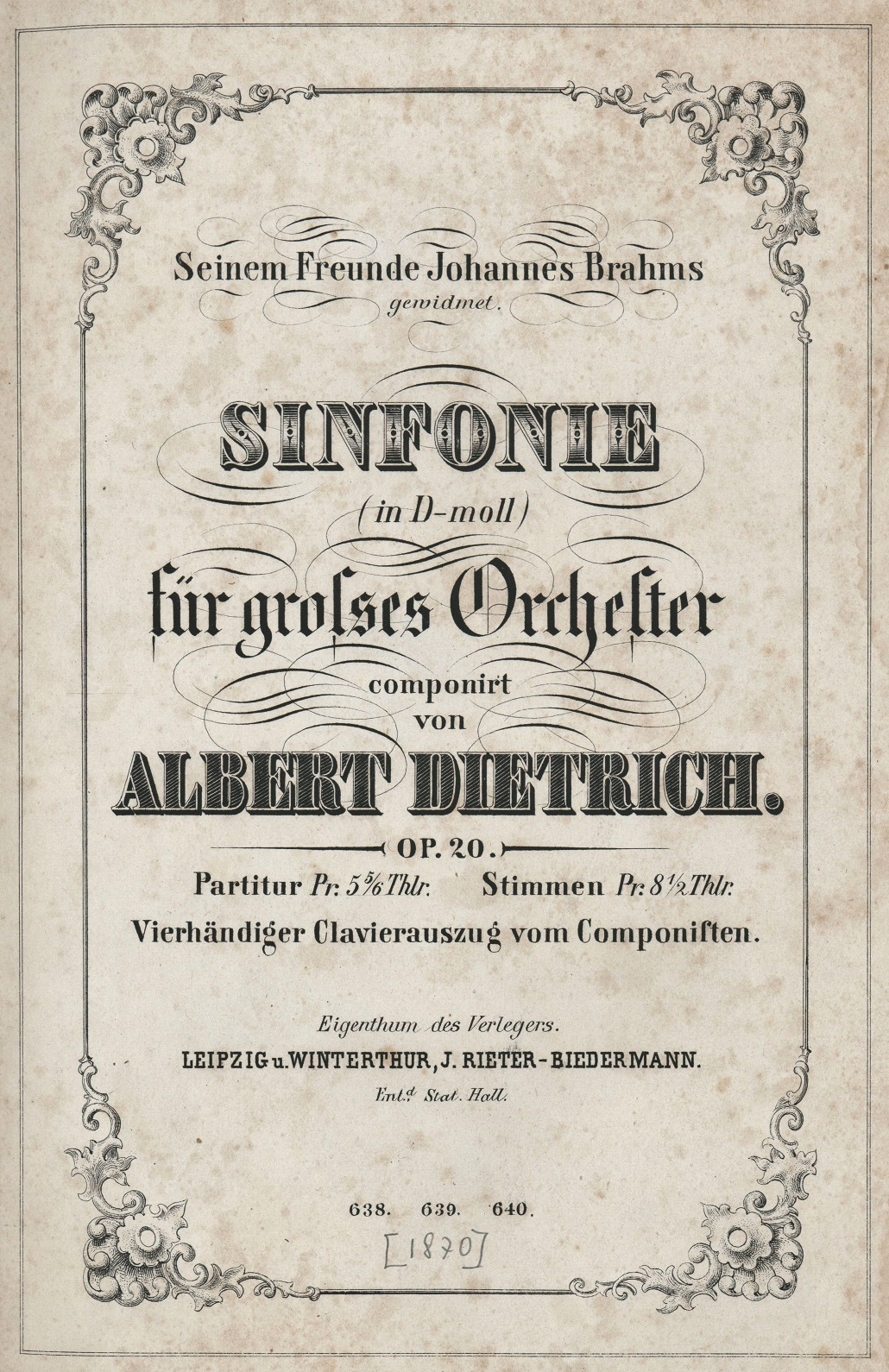
Albert Dietrich, Sinfonie d-Moll, 1870, Titelblatt der Partitur mit der Widmung an Johannes Brahms.

  - erster Satz der „FAE“-Sonate („frei aber einsam“) für Violine und Klavier a-Moll (Die Sonate war eine Gemeinschaftskomposition mit Schumann und Brahms), 1853
  - Trio für Klavier, Violine und Violoncello Nr. 1 c-Moll op. 9 (Robert Schumann gewidmet)
  - Trio für Klavier, Violine und Violoncello Nr. 2 A-Dur op. 14 (Clara Schumann gewidmet)
  - Sonate für Violoncello und Klavier C-Dur op. 15, Erstdruck: Musikverlag Aug. Fr. Cranz, Hamburg ca. 1877, Widmung: Herrn Dr. Julius Rietz gewidmet.
    - 1. Moderato espressivo, non troppo lento
    - 2. Allegro con fuoco - Poco più lento
    - 3. Poco adagio - Adagio
    - 4. Allegro con spirito

  - Einleitung und Romanze für Violoncello und Klavier (kammermusikalische Fassung des Konzertstücks op. 27)
- Klaviermusik
  - 4 Klavierstücke op. 2 (Erstdruck: Leipzig: Breitkopf & Härtel, 1853)
    - 1. In mäßigem Wanderschritt
    - 2: Canon. Langsam mit innigem Ausdruck
    - 3: Sehr lebhaft mit keckem Vortrag
    - 4: Sehr ruhig, ausdrucksvoll

  - Sechs Klavierstücke op. 6, Erstdruck: Verlag von C. Luckhardt, Kassel und Leipzig 1855, Widmung: Seinem Freunde Oscar Lindhulst zugeeignet
    - 1. Allegretto
    - 2. Ziemlich langsam
    - 3. Langsam, sehr ausdrucksvoll
    - 4. Lebhaft
    - 5. Mässig, im Menuettempo
    - 6. Larghetto

  - Sonate für Klavier zu vier Händen G-Dur op. 19, Leipzig-Winterthur 1870 (Rieter-Biedermann Musikverlag), Widmung: Seiner lieben Clara zu fleißigem Gebrauch von ihrem Vater.
    - 1. Allegretto
    - 2. Scherzo: Vivace
    - 3. Andante sostenuto
    - 4. Lento – Allegro vivace – Con fuoco, non troppo presto
- Konzerte
  - Einleitung und Romanze - Konzertstück für Horn (oder Violoncello) mit Begleitung des Orchesters (oder Pianoforte) F-Dur op. 27, Erstdruck: Hamburg 1874 im Musikalienverlag Hugo Pohle (Ferdinand Westerhausen[13] gewidmet)
  - Konzert für Violine und Orchester d-Moll op. 30, Uraufführung: 2. Februar 1874 in Oldenburg (Dirigent: Albert Dietrich, Solist: Johann Lauterbach), Erstdruck: Hamburg 1875 im Musikalienverlag Hugo Pohle (Johann Lauterbach gewidmet)
  - Konzert für Violoncello und Orchester g-Moll op. 32
- Orchesterwerke
  - Sinfonie F-Dur o. op. (uraufgeführt 1854 in Leipzig; die Sinfonie gilt heute als verschollen)
  - Sinfonie d-Moll op. 20 (Brahms gewidmet)[14]
  - Normannenfahrt; Ouvertüre für großes Orchester op. 26, Erstveröffentlichung 1872 (Reinhard von Dalwigk gewidmet)
  - Rheinmorgen. Concertstück für gemischten Chor und Orchester oder Pianoforte op. 31 (Text: Matthias Evers), Bremen 1875 (Praeger & Meier)[15]; Widmung: „Den Freunden Bernhard Scholz und Franz Wüllner zugeignet“.
  - Ouvertüre C-Dur op. 35 (1882)
- Bühnenwerke
  - Robin Hood; Oper in drei Akten op. 34, Libretto von Reinhard Mosen (Uraufführung am 6. April 1876 in Frankfurt am Main unter der Leitung Dietrichs[16], Wiederaufführung am Theater Erfurt ab 20. März 2011)
  - Imogen; Bühnenmusik (u. a. Ouvertüre und Zwischenaktmusiken)op. 38 zu Shakespeares Drama Cymbeline, Text für die Bühne neu bearbeitet von Heinrich Bulthaupt, Oldenburg 1885
  - Das Sonntagskind; Märchenoper in drei Aufzügen o. op., Libretto von Heinrich Bulthaupt, Oldenburg 1886 (Uraufführung 1886 in Bremen)
  - Die Braut vom Liebenstein; dramatische Szene nach einer Rheinsage für Soli, Chor und Orchester o. op., Libretto von Carl von Noorden (Uraufführung am 5. April 1865 in Oldenburg)[17].
  - Musik zu „Elektra“ op. 24, Drama in einem Aufzug von Hermann Allmers (Uraufführung am 10. März 1870 in Oldenburg)
- Kantate
  - Altchristlicher Bittgesang („Tief in Trauer gehüllt erseufzt die Erde“); Kantate für gemischten Chor und Orchester nach einem lateinischen Gedicht aus dem 7. Jh., op. 25, Leipzig 1869 (Ferdinand Hiller gewidmet)
- Lieder (Auswahl)
  - Liederkreis von Carl Gärtner für eine Singstimme und Klavier op. 1, Leipzig o. J. (dem Leipziger Organisten Hermann Langer gewidmet)[18]
    - Widmung
    - Nachtlied
    - All’weil giebt es kein' gröss're Lust
    - Die alte Linde
    - Liederfrühling
    - Frühlings-Aufruf
    - Tröstung
    - Die Trauerweide
    - Kein Leid ist grösser als Herzeleid
    - Ade

  - Sechs Lieder von Emanuel Geibel für eine Singstimme und Pianoforte op. 3, Erstdruck: Verlag von C. Luckhardt, Kassel und Leipzig 1853
    - 1. Ritter Frühling
    - 2. Früh Morgens
    - 3. Im April
    - 4. Hinab von den Bergen zum Thale
    - 5. Erwachen
    - 6. Des Müden Abendlied

  - Sieben Lieder von Carl Gärtner für eine Singstimme mit Begleitung des Pianoforte op. 4, Erstdruck: Verlag von C. Luckhardt, Kassel und Leipzig 1853, der Sängerin Mathilde Hartmann gewidmet[19]
    - 1. Frühlingsandacht
    - 2. Du weisst es nicht,
    - 3. Ständchen
    - 4. Der Liebe Lust und Leid
    - 5. Liebeslenz
    - 6. Du fragst warum
    - 7. Überall Liebchen

  - Vom Pagen und der Königstochter. Vier Balladen von Emanuel Geibel für eine Singstimme und Pianoforte op. 5, Erstveröffentlichung Leipzig 1855 (seinem Dresdner Lehrer Julius Otto gewidmet)
    - Der alte König zog zu Wald
    - Zwei Reiter reiten vom Königsschloss
    - Am Runenstein in der Sommernacht
    - Die Lampen funkeln im Königsschloss

  - Fünf Lieder aus dem Spanischen von Emanuel Geibel und Paul Heyse für eine Singstimme mit Begleitung des Pianoforte op. 7, Erstveröffentlichung Leipzig 1855 (der Sopranistin Livia Frege gewidmet)
    - Unter dem Schatten (Emanuel Geibel)
    - Mein Liebchen naht (Emanuel Geibel)
    - Murmelndes Lüftchen (Paul Heyse)
    - Abschied (Paul Heyse)
    - Wenn du zu den Blumen gehst (Paul Heyse)

  - Sechs Lieder nach Texten von Wolfgang Müller für eine Singstimme und Klavier op. 10, Leipzig 1855 (Breitkopf & Härtel), Widmung: Dem Dichter Wolfgang Müller von Königswinter gewidmet.
    - Mit dem blauen Federhute
    - Ob sie meiner noch gedenket
    - Ein Heil kamst du gezogen
    - Hoch um die Bergeskuppen
    - Still weht die Nacht
    - Der Storch ist längst hinunter

  - Sechs Lieder von M. Bernays für eine Singstimme mit Begleitung des Pianoforte op. 11, Winterthur 1858 (Frl. Clara Sohn gewidmet)
    - Einzug: Dich hab' ich einst gesehen
    - Frühling: Es blühen aus dem Schooss der Erden die Blumen allgemach
    - An die Nacht
    - Das Mädchen spricht
    - Sommer
    - Zauberbann

  - Fünf Gedichte von Johann Wolfgang von Goethe für Singstimme und Klavier op. 12, Leipzig/Winterthur 1861 (Herrn Oberbürgermeister Kaufmann in Bonn zugeeignet)
    - März
    - Frühling über’s Jahr
    - War schöner als der schönste Tag
    - Dämmerung senkte sich von oben
    - Im Sommer

  - Sechs Lieder für tiefe Stimme op. 13, Köln 1861, Widmung: Frl. Franziska Schreck gewidmet[20]
    - Fern, ach fern
    - Will ruhen unter den Bäumen hier
    - Glocken zur See
    - Gute Nacht
    - Treulieb’ ist nimmer weit
    - Ach, wie weh tuth Scheiden

  - Sechs Lieder für eine Singstimme mit Begleitung des Pianoforte op. 16, Leipzig/Winterthur 1870 (Ihrer kgl. Hoheit der Frau Großherzogin Elisabeth von Oldenburg in tiefster Ehrfurcht zugeeignet)
    - Dein Auge ("Dilia Helena", d. i.: Helene Branco)
    - Ja oder Nein (Georg Hesekiel)
    - Meine Linde (Ungenannter Dichter)
    - Frühlingsabend (Ungenannter Dichter)
    - Um Mitternacht (Friedrich Rückert)
    - Wenn ich ihn nur habe (Novalis)

  - Sechs Lieder von Julius Rodenberg für Singstimme und Klavier op. 17, Leipzig 1866, der Sängerin Katharina Engel gewidmet[21]
    - So weit
    - Blühendes Thal
    - Frühlingssonne
    - Scheiden
    - Muntrer Bach
    - Nun ruht und schlummert Alles

  - Sechs Lieder für vierstimmigen Männerchor op. 18, Bremen 1870 (Musikverlag Aug. Fr. Cranz), Widmung: Der Liedertafel in Oldenburg zugeeignet.
    - 1. Neuer Frühling: Neuer Frühling ist gekommen (Otto Roquette)
    - 2. So winterlich: So winterlich noch schaudern (Emanuel Geibel)
    - 3. Nachtlied: Vergangen ist der lichte Tag (Joseph von Eichendorff)
    - 4. Trinklied: Wie die Nachtigallen (Mirza Schaffy Wazeh, Friedrich von Bodenstedt)
    - 5. Lied der Freundschaft: Der Mensch hat nichts so eigen (Simon Dach)
    - 6. Ein geistliches Abendlied: Es ist so still geworden (Gottfried Kinkel)

  - Sechs Lieder für gemischten Chor op. 21, Leipzig 1870 („Seinem Freunde“, dem Komponisten Carl Reinthaler, gewidmet)
    - Schottisches Lied (Emanuel Geibel)
    - Nachglück (Wilhelm Schöpff)
    - Frühlingsdrang (Julius Altmann)
    - Schall der Nacht (Hans Jakob Christoffel von Grimmelshausen)
    - Jagdlied (nach Robert Burns)
    - Mir träumt, ich läg wo Blüten sprangen (nach Robert Burns)

  - Sechs Lieder für Alt oder Bariton mit Begleitung des Pianoforte op. 22, Bremen 1871 (Praeger & Meier), Widmung: Herrn Max Staegemann freundlichst zugeeignet
    - 1. Du bist ja mein (Julius Altmann)
    - 2. Wo weilst du denn noch immer? (Thomas Moore, übertragen von Adolf Laun)
    - 3. Sie ist der Lenz (Julius Altmann)
    - 4. Lied vom Seemann (Julius Altmann)
    - 5. Rauscht nirgend mir ein grüner Wald? (Robert Hamerling)
    - 6. Wie kann im Herzen froh ich sein? (Robert Burns, übertragen von Adolf Laun)

  - Sechs Lieder für vierstimmigen gemischten Chor op. 23, Bremen 1871 (Praeger & Meier), Dem Oldenburger Singverein gewidmet
    - 1. Friede den Schlummernden (Thomas Moore, übertragen von Adolf Laun)
    - 2. Vogelgesang (Julius Altmann)
    - 3. Des Abends (Julius Altmann)
    - 4. O meiner Jugend sel'ge Stunden (Thomas Moore, übertragen von Adolf Laun)
    - 5. Der Heimathstraum (Thomas Moore, übertragen von Adolf Laun)
    - 6. Wanderlied (Robert Hamerling)

  - Vier Duette für Alt und Bariton mit Begleitung des Pianoforte op. 28, Hamburg 1873 (Musikalienverlag Hugo Pohle), Widmung: Seinem Freunde Ernst Klingenberg in Berlin.
    - 1. Ruhe der Liebe (Matthias Evers)
    - 2. Trennung (russisches Volkslied, übersetzt von Peter Otto von Götze)
    - 3. Beharrliche Liebe (wendisches Volkslied)
    - 4. Wann denk' ich dein (Matthias Evers)

  - Vivat Paulus! Trauter Genoss, lustiger Wind für vierstimmigen Männerchor op. 29 (Text: Karl Wilhelm Osterwald), Leipzig 1874 (Verlag Friedrich Kistner)[22]
  - Sechs Lieder für eine Singstimme mit Pianoforte op. 33, Hamburg 1879 (Musikalienverlag Hugo Pohle)
    - 1. An meiner Thüre du blühender Zweig (Julius Wolff)
    - 2. Immer schaust du in die Ferne (Julius Wolff)
    - 3. Unter blühenden Bäumen (Otto Franz Gensichen)
    - 4. Es führen die Elfen den Reigen (N.N.)
    - 5. Über Liebchens Dache (Otto Franz Gensichen)
    - 6. Seefahrers Heimweh: Von des Schiffes hohem Rande (Robert Hamerling)

  - Vier Lieder von Heinrich Bulthaupt für Mezzosopran oder Bariton und Klavier op. 36, Leipzig 1886 (der Sängerin Fanny Moran-Olden gewidmet)
    - Es sollte der letzte Tag ja sein
    - Waldruhe
    - O, sei mir hold, du segnender Augenstrahl
    - Nun ist ein jeder Nerv in mir

  - Weihnachtslied für Solostimmen (Sopran, Bariton), Chor und Orchester op. 37, Text: Paul Heyse, Berlin 1883
  - Sechs Lieder aus Der junge Mönch von Heinrich Bulthaupt für Bariton und Pianoforte op. 39, Leipzig-Winterthur 1884, dem Sänger Friedrich Lißmann (1847-1894) gewidmet.[23]
    - Maria, Mutter der Gnaden
    - Schlaftrunken wallen die Bäche
    - Die Amsel ist’s, die so heimlich singt
    - Nun ist die Nacht vergangen
    - In dein abgrundtiefes Auge blickt ich
    - Mein bist du, mein

  - Robert Blum’s Tod für vierstimmigen Männergesang, o. op., Text: Julius Kell, Leipzig 1849 (Verlag C. A. Klemm)
  - Wanderlied (Grüss' Gott dich, Schatz, viel tausendmal) für Männerchor, o. op., Text: Friedrich Brunold, Leipzig 1887 (Verlag Licht & Meyer)

## Schriften
- Erinnerungen an Johannes Brahms in Briefen besonders aus seiner Jugendzeit, Leipzig 1898 (Digitalisat)
(Übersetzt in: Albert Dietrich, J. V. Widmann, Recollections of Johannes Brahms. Transl. by Dora E. Hecht. New York 1899. Digitalisat.)